# Okrug Allegany, New York
Allegany, okrug na jugozapadu New Yorka utemeljen 1806. od dijela okruga Genesee. Glavno okružno središte je grad Belmont. Jedan od prvih naseljenika u taj kraj bio je Spencer Lyon, koji se naselio na području današnjeg grada New Hudson 1819., ili nešto kasnije. 
Ostala naselja su: Alfred, Allen, Alma, Almond, Amity, Andover, Angelica, Belfast, Birdsall, Bolivar, Burns, Caneadea, Centerville, Clarksville, Cuba, Friendship, Genesee, Granger, Grove, Hume, Independence, New Hudson, Rushford, Scio, Ward, Wellsville, West Almond, Willing i Wirt. 
U okrugu se nalazi i indijanski rezervat Oil Springs naseljen Seneca Indijancima. 